# Évasion d'Alcatraz

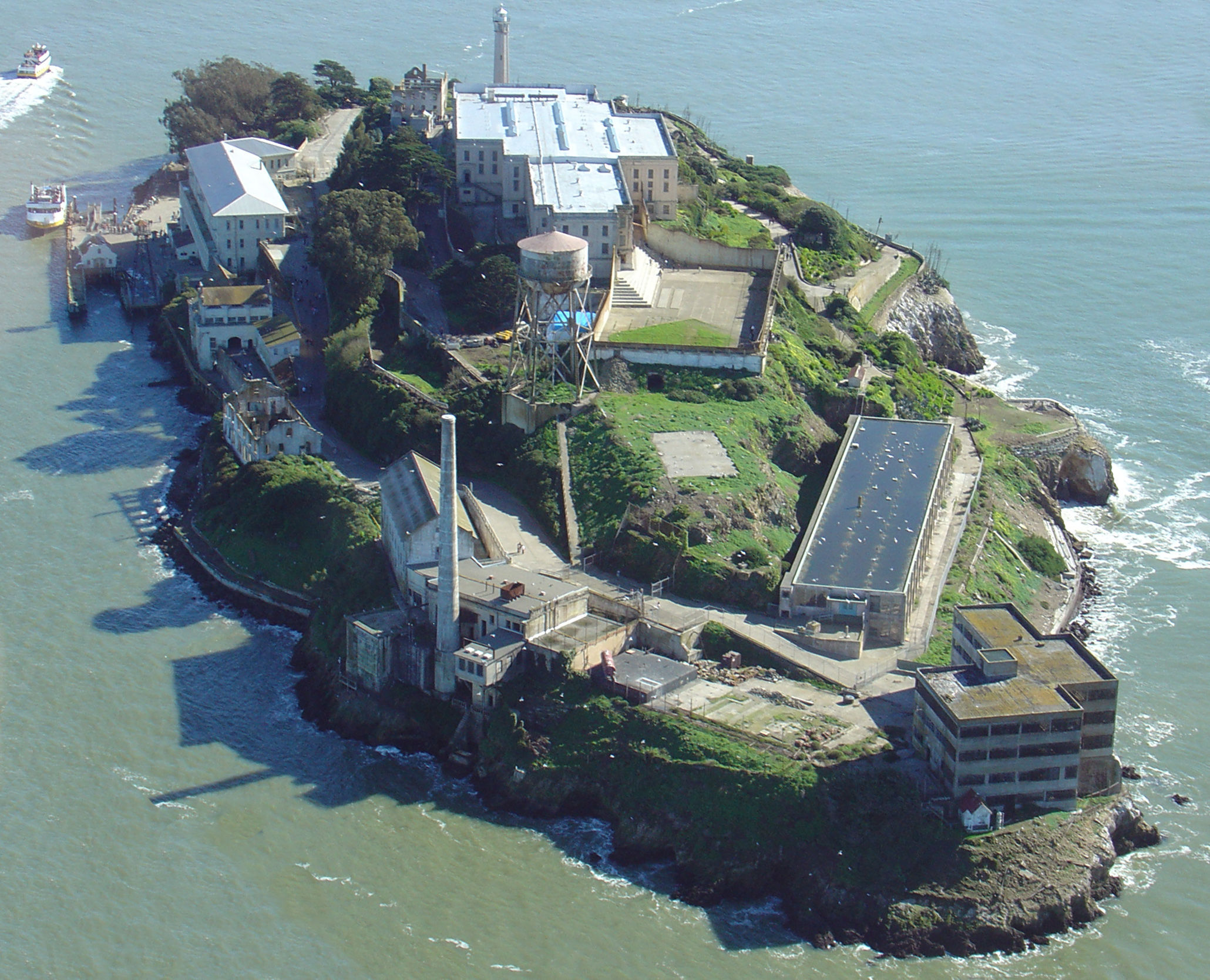
Photographie aérienne du pénitencier fédéral d'Alcatraz (vue du nord en 2006).

L'évasion d'Alcatraz est la fuite, la nuit du 11 juin 1962, de trois détenus de la prison fédérale de haute sécurité d'Alcatraz, laquelle est à l'époque le pénitencier le plus célèbre des États-Unis. Frank Morris et les frères Clarence Anglin et John Anglin prennent la fuite à bord d'un radeau de fortune après avoir creusé le mur de leur cellule. Allen West, un quatrième complice, n'a pu se joindre à eux en raison d'un contretemps, car le trou qu'il a creusé était trop petit pour lui. Il se blesse quand il essaye de passer à travers, il abandonne puis commence à creuser un peu plus le contour de la grille pour terminer à 2 heures du matin.
Malgré un important dispositif mis en place pour les capturer, ils ne sont pas retrouvés. Les enquêteurs en déduisent qu'ils se sont noyés dans la baie de San Francisco ; cependant, les trois fugitifs restent toujours recherchés par les autorités. 

## Contexte

Situation de l'île d'Alcatraz.

Le complexe pénitentiaire d'Alcatraz est une prison construite sur une île de la baie de San Francisco, en Californie, dans l'Ouest des États-Unis. Forteresse militaire (1850-1909), puis prison militaire (1909-1933) et prison fédérale de haute sécurité (1934-1963), Alcatraz est, en 1962, depuis plus de vingt ans un établissement modèle, offrant un maximum de sécurité et une prison dont la réputation est internationale grâce à l'accueil de prisonniers célèbres comme le gangster de Chicago Al Capone, le ravisseur de l'homme d'affaires Charles Urschel George « Machine Gun » Kelly Barnes, et les criminels Henri Young et Robert Stroud, rendus célèbres à la fin du XXe siècle respectivement grâce aux films Meurtre à Alcatraz (1995) et Le Prisonnier d'Alcatraz (1962). L'environnement extérieur était dissuasif avec des courants forts et une eau fraîche entre 10 et 12 °C, ce qui avait incité l'administration pénitentiaire à faire prendre systématiquement aux détenus des douches chaudes afin qu'ils aient des difficultés à s'accoutumer à l'eau froide en cas d'évasion, un luxe dans les pénitenciers de l'époque. Alcatraz eut une population moyenne d'environ 260 à 275 détenus et ne dépassa jamais les 336 prisonniers. Milieu relativement clos, l'île était aussi le lieu de vie des gardiens et de leurs familles.
Sur 29 ans (1934-1963), 36 prisonniers (dont deux qui tentèrent de s'évader par deux fois) ont effectué 14 tentatives d'évasion différentes,. Sur ces 36 évadés, 23 furent rattrapés, six furent tués par balle, deux se sont noyés et cinq se sont perdus en mer et ne furent jamais retrouvés. Aucun détenu n'est jamais parvenu à s'évader totalement d'Alcatraz en rejoignant le continent, bien qu'au total cinq soient « manquants ou présumés noyés ».

## Participants

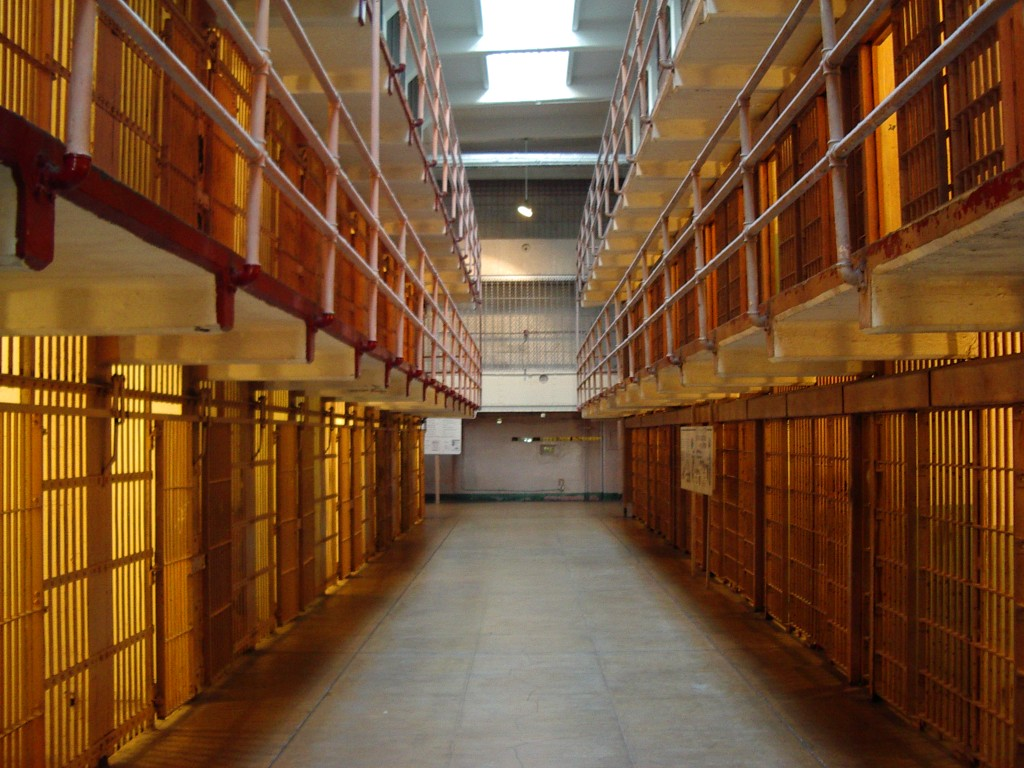
Rangées de cellules à Alcatraz.

Les frères Anglin, Clarence Anglin (né le 11 mai 1931) et John Anglin (né le 2 mai 1930) sont nés à Donalsonville en Géorgie, et ont travaillé comme agriculteurs et ouvriers. Ensemble, ils ont commencé avec leur frère Alfred à braquer des banques en Géorgie et ont été arrêtés en 1956. Clarence et John ont été condamnés à 15-20 ans de prison et ont été envoyés au pénitencier fédéral d'Atlanta (où ils rencontrent Frank Morris et Allen West), la prison d'État de Floride et pénitencier fédéral de Leavenworth. Clarence et John ont fait plusieurs tentatives pour s'échapper du pénitencier fédéral d'Atlanta et ont par conséquent été envoyés à Alcatraz. John est arrivé sur l'île le 21 octobre 1960 sous le matricule « AZ1476 » et Clarence est arrivé le 10 janvier 1961 sous le matricule « AZ1485 ».
Frank Morris est né le 1er septembre 1926 à Washington D.C. Il a passé une grande partie de son enfance à passer d'une famille adoptive à une autre. Reconnu coupable de son premier délit à l'âge de treize ans, à la fin de son adolescence, il avait déjà été arrêté pour des délits allant de la possession de stupéfiants au vol à main armée. Morris a un long passé criminel, et plusieurs évasions d'autres pénitenciers à son actif quand il arrive à Alcatraz en janvier 1960 sous le matricule « AZ1441 ». Il est envoyé au pénitencier fédéral d'Atlanta à la suite de l'une de ses arrestations et y rencontre les frères Anglin et Allen West.
Allen West est né vers 1929. Il a été envoyé au pénitencier fédéral d'Atlanta et à la prison d'État de Floride pour vol de voitures. Il est envoyé à Alcatraz en 1957 et devient le prisonnier « AZ1335 ». West a été le seul des quatre conjurés qui n'a pas participé à la dernière phase de l'évasion, car il fut incapable de sortir de sa cellule à temps,. Au moment où il y réussit enfin, les autres étaient partis. Sans aucun moyen de quitter l'île, West n'a pas eu d'autre choix que de rester dans sa cellule jusqu'à ce que l'évasion soit découverte le lendemain matin. Interrogé par le FBI et les autorités pénitentiaires, il joua un rôle important dans la compréhension des étapes de l'évasion, fournissant des détails sur celle-ci. Négociant probablement la clémence des autorités contre son témoignage, West n'a jamais été inculpé pour avoir tenté de s'évader d'Alcatraz.

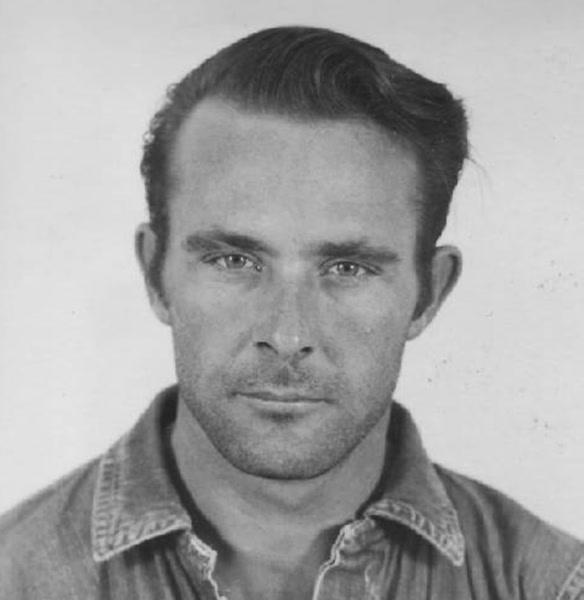
Clarence Anglin
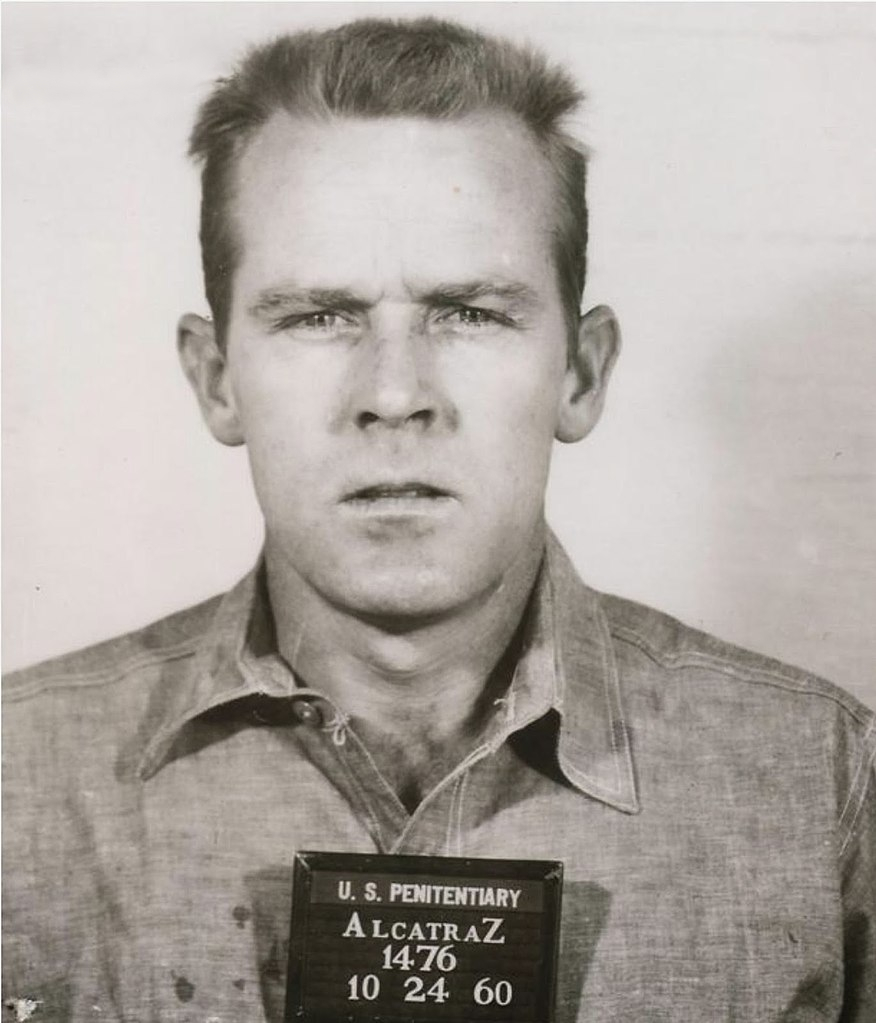
John Anglin
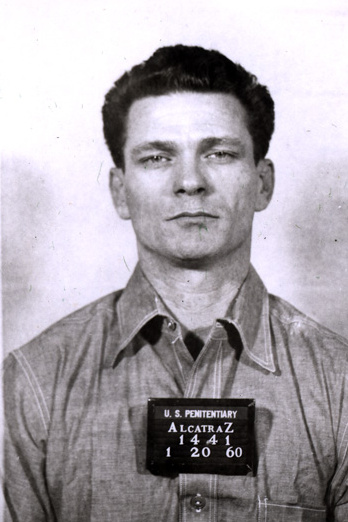
Frank Morris

## Préparatifs

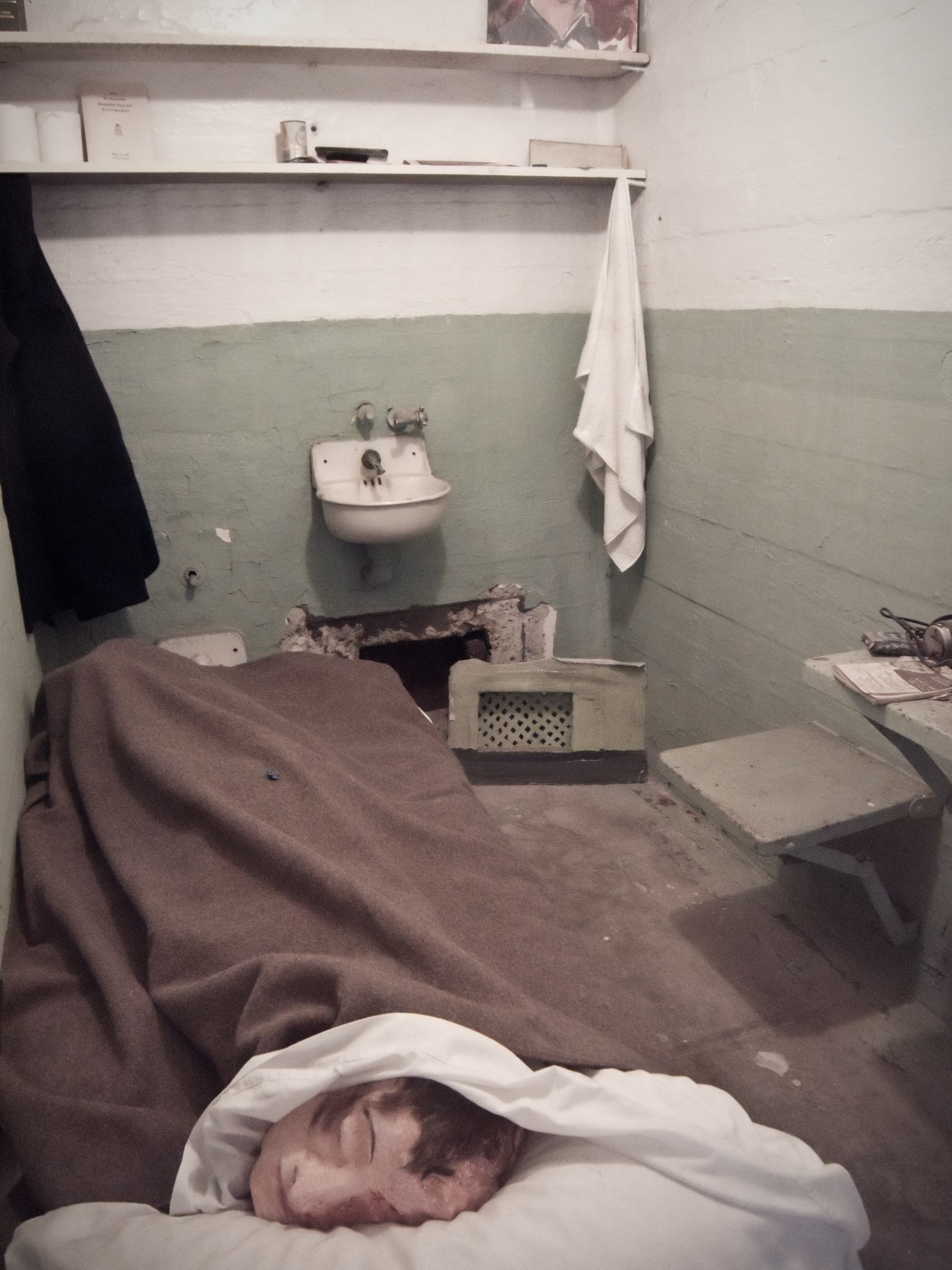
La grille de ventilation retirée dans la cellule et la fausse tête en place, reconstitution en 2009.

Les frères Anglin, Clarence et John, Frank Morris et Allen West s'étaient déjà rencontrés dans un précédent pénitencier. L'idée d'une évasion commune germa rapidement. Frank Morris, habitué des évasions, est le « cerveau » du groupe et il est supposé être d'une intelligence supérieure, bien que West, lors de son témoignage, s'accordât l'essentiel du crédit du plan d'évasion. Malgré leur plan, les hommes ne se font pas spécialement remarquer durant leur incarcération sur l'île.
Les préparatifs de l'évasion ont pris plusieurs mois et nécessitaient premièrement la fabrication de fausses têtes pour simuler leur présence dans leur cellule individuelle après leur départ et ainsi tromper les gardiens en vue de retarder l'alerte, et deuxièmement d'un radeau de fortune pour maximiser les chances de traversée de l'île à la côte. Ces préparatifs ont commencé en décembre 1961, date où ils trouvent plusieurs vieilles lames de scie. Les conjurés ne pouvaient pas beaucoup communiquer entre eux et la cantine devint presque le seul moyen pour échanger des nouvelles et communiquer un plan d'évasion.
Pendant près de six mois, les frères Anglin creusèrent le contour de la grille de ventilation près du sol au fond de leurs cellules B-150 et B-152. S'entraidant, l'un creuse pendant qu'un autre monte la garde pour prévenir des rondes régulières des gardiens,. Le « travail » s'étalait généralement de 17 h 30 à 21 heures, avant l'extinction des lumières pour la nuit et en journée où de l'accordéon pouvait masquer une partie des bruits de l'opération. Morris et West, dans les cellules proches B-138 et B-140 font de même,. Les morceaux de murs retirés étaient conservés dans leurs pantalons puis disséminés lors des promenades.
Les outils disponibles pour creuser n'étaient pas légion mais avaient pu être récupérés aux ateliers de la prison, où Morris travaillait. Certains étaient fabriqués à la main et un moteur électrique d'aspirateur permit même de fabriquer une petite perceuse qui fut cependant peu efficace et trop bruyante. À chaque temps mort, ils camouflaient le trou du fond de leur cellule en replaçant la grille de ventilation et faisant illusion auprès des gardes dans les cellules mal éclairées. West, qui travaillait dans l'équipe chargée de la peinture de la prison, a pu visualiser les topographies des lieux et apercevoir la décrépitude des murs. Celle-ci était notamment renforcée par la corrosion de l'eau salée utilisée pour les toilettes.

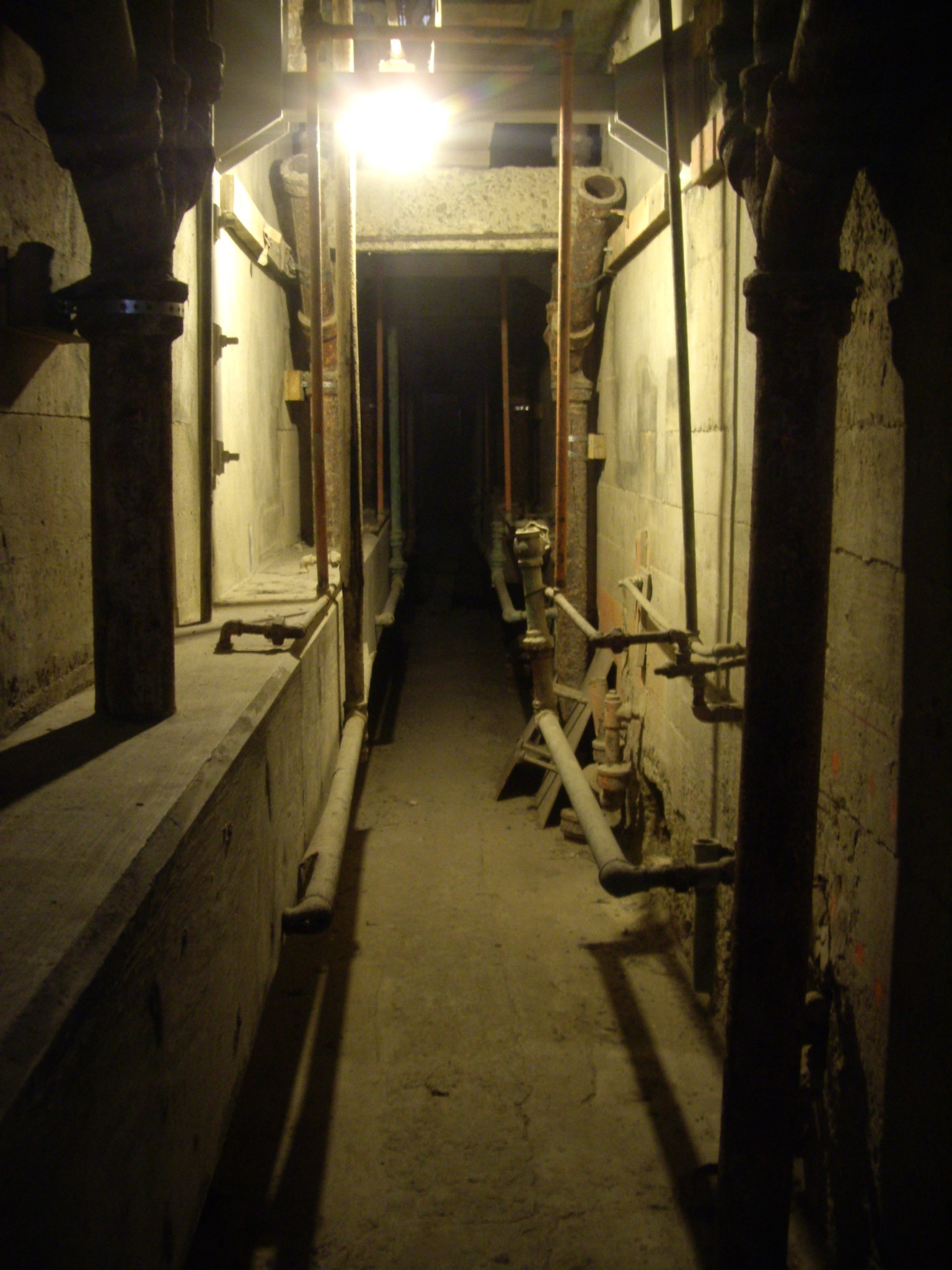
Le couloir de service longeant le bloc B.

Le trou du fond des cellules fait, ils avaient accès à un couloir de service de moins d'un mètre de large non gardé longeant le bloc B et des conduites qui permettaient de rejoindre le toit après le retrait d'un ventilateur, tout cela sans être vus. Les fausses têtes sont faites de papier toilette mélangé avec du savon pour faire une sorte de papier mâché, de peinture et de cheveux récupérés chez le coiffeur de la prison où Clarence Anglin travaillait. Ils préparèrent aussi un radeau de fortune confectionné grâce à de la colle volée et une cinquantaine d'imperméables provenant d'autres détenus, donnés ou volés. Ceci fut facilité par le fait que John Anglin travaillait à la blanchisserie de la prison. Ils avaient bricolé une pompe à air grâce à un accordéon et des pagaies en bois. De forme triangulaire, cette embarcation mesurait environ 1,80 m de large pour 4,25 m de long. Tout ce matériel était consciencieusement caché derrière le mur de la cellule. Une fois le ventilateur du toit assez endommagé pour être retiré, Morris indiqua la date de la tentative d'évasion : le 11 juin 1962,.

## Évasion
À 21 h 30, juste après l'extinction des lumières, les trois fugitifs placèrent leurs mannequins rudimentaires dans leurs lits pour tromper les gardes. Allen West ne put sortir de sa cellule faute d'avoir assez creusé sa grille et malgré l'aide de Clarence Anglin depuis les conduites, West doit être laissé derrière eux. Après s'être introduits dans les conduits situés derrière les murs et avoir grimpé le long d'un tuyau de 9 mètres pour atteindre le toit, ils traversent celui-ci sur une trentaine de mètres, évitant la lumière des projecteurs, et descendent le long d'une conduite de quinze mètres. Après avoir franchi les clôtures de barbelés d'environ 4,50 m et atteint la rive nord de l'île, les trois hommes déployèrent leur radeau de fortune. L'heure officielle de l'évasion est 23 heures. Les frères Anglin et Frank Morris ne sont plus revus par la suite.

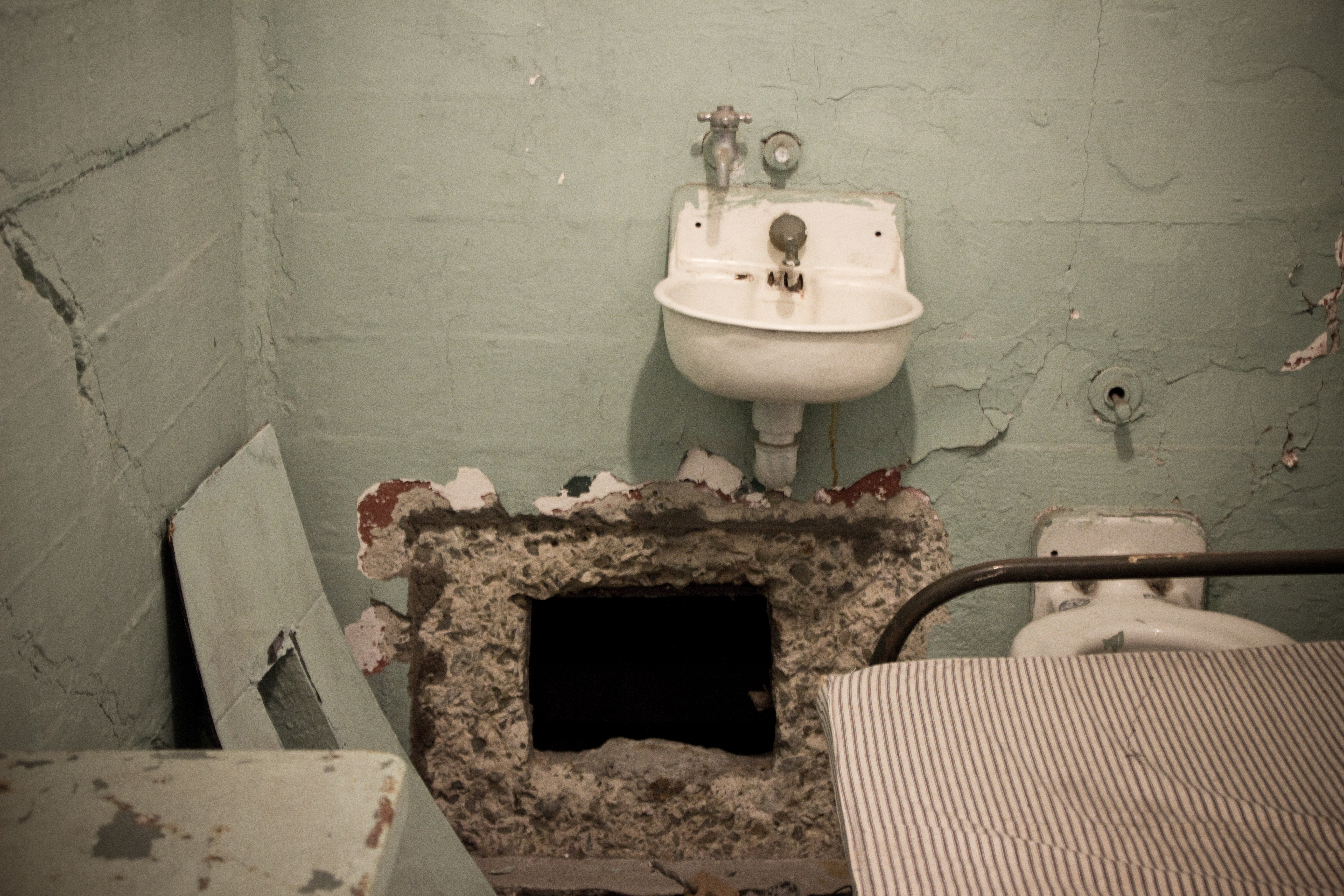
Trou creusé dans l'une des cellules.
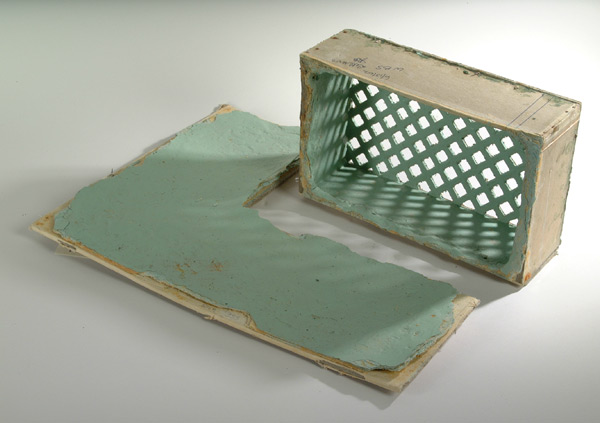
Fausse grille de ventilation de cellule fabriquée à partir d'un classeur.
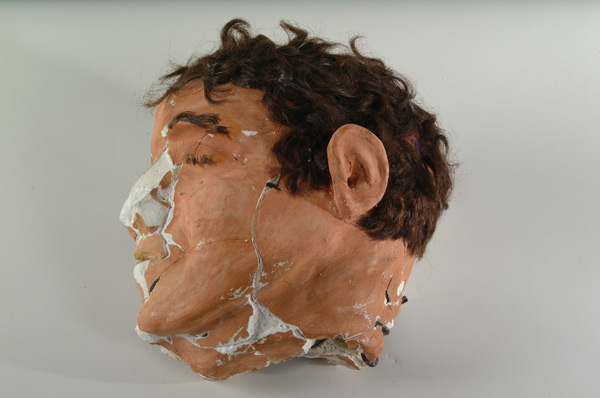
Fausse tête probablement fabriquée par John Anglin.
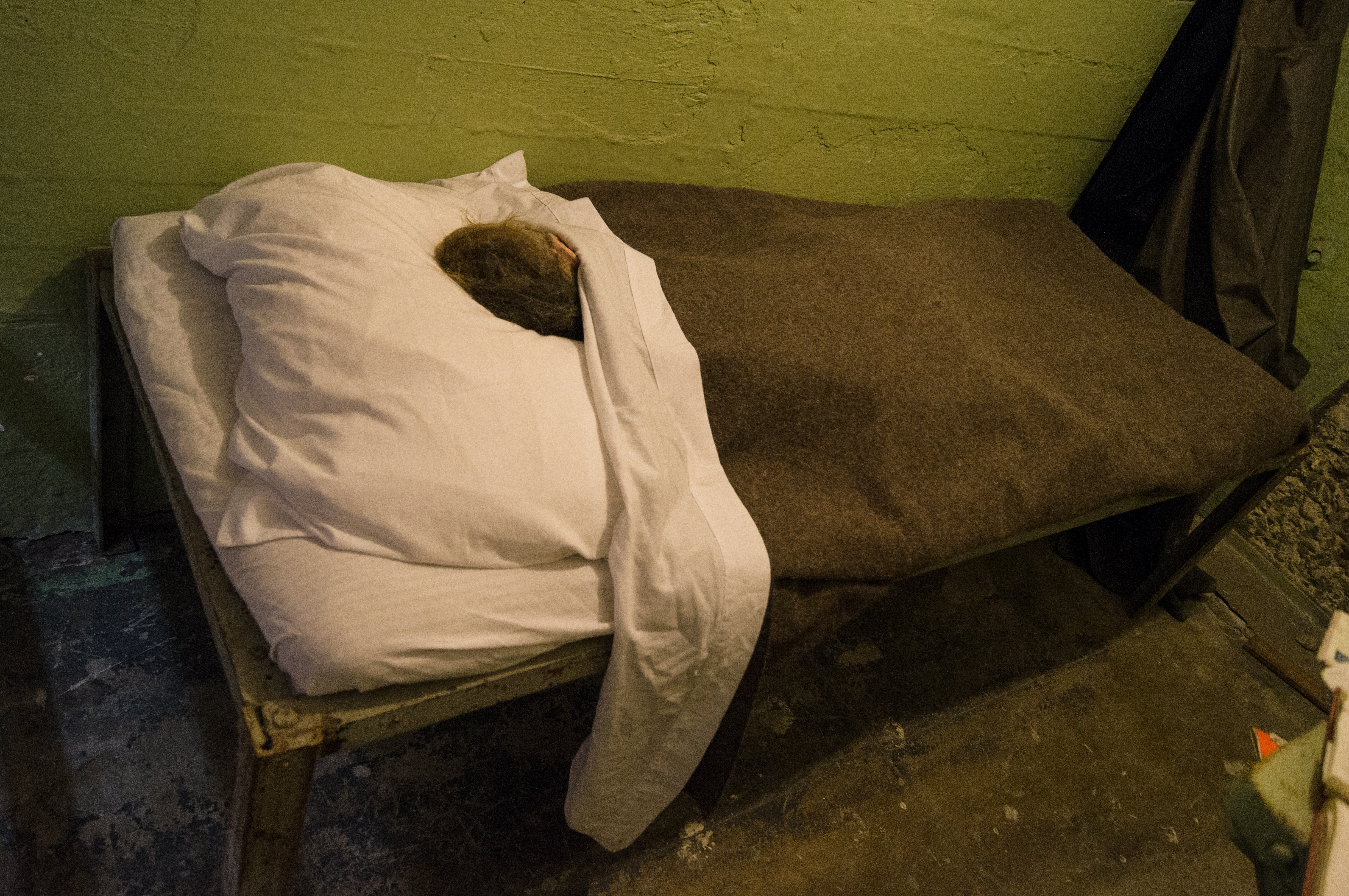
Fausse tête placée sur le lit.

## Découverte et enquête

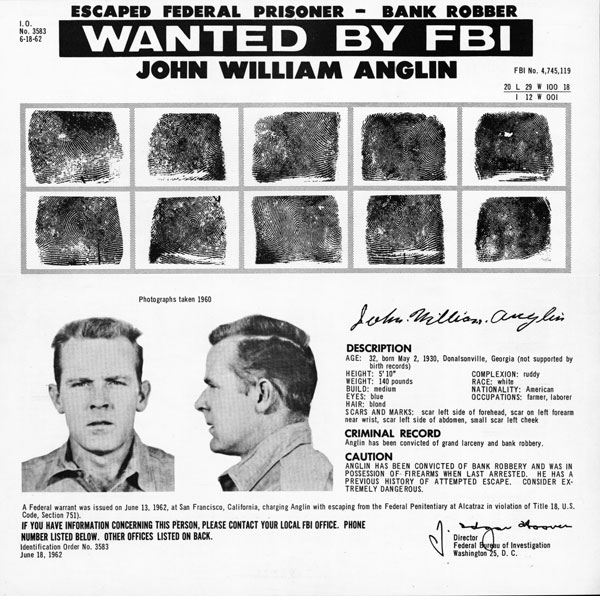
Avis de recherche du FBI à l'encontre de John Anglin.

Ce n'est que le matin que l'évasion fut constatée, lors de l'appel matinal quotidien de 7 h. Les gardes, n'arrivant pas à réveiller certains prisonniers, arrivent à leurs cellules et découvrent les fausses têtes avant de sonner l'alerte. Allen West se serait manifesté de lui-même pour revendiquer la paternité de l'évasion. En effet, West avait réussi tout de même à sortir vers 2 h mais les autres fugitifs étant partis, il fut obligé de retourner dans sa cellule. Les autres prisonniers l'auraient entendu sangloter.
À 8 heures, un signalement fut envoyé dans toute la région. Des chiens sont amenés de la prison d'État de San Quentin pour essayer de suivre leurs traces, qui mènent à la mer. Dans les jours qui suivent, de nombreux prisonniers sont interrogés et West indique leur plan et leur direction vers Angel Island,, une île située à quelques kilomètres du pénitencier, et de rejoindre ensuite le continent en traversant le détroit de Raccoon en direction de la péninsule de Tiburon à l'opposé de la ville de San Francisco par rapport à Alcatraz. Après le vol d'une voiture et de vêtements, ils se seraient séparés. Angel Island correspond au chemin pris par les hommes vers le nord d'Alcatraz qu'indiquent les chiens.
Des recherches furent lancées dans la région : les moyens de recherche déployés furent les plus importants depuis l'affaire du bébé Lindbergh. Avions, bateaux, chiens et policiers furent réquisitionnés afin de retrouver le trio d'évadés. Les jours suivants une pagaie de bois, et des effets personnels dans un sac imperméable sont retrouvés près d'Angel Island, mais pas de traces des évadés sur l'île. D'après les indices retrouvés et l'absence de vols ou d'agressions pouvant leur être attribués dans le comté de Marin les douze jours suivants l'évasion, les autorités affirmèrent que les trois évadés s'étaient vraisemblablement noyés dans la baie de San Francisco et sont donc présumés morts, faute de pouvoir avoir la preuve de leur présence sur la terre ferme. De plus, aucun de leurs proches n'a de nouvelles d'eux et aucun ne semblait avoir les moyens d'assurer financièrement leur cavale,. Sans argent, sans nourriture, sans vêtements secs, difficile de croire à leur survie.

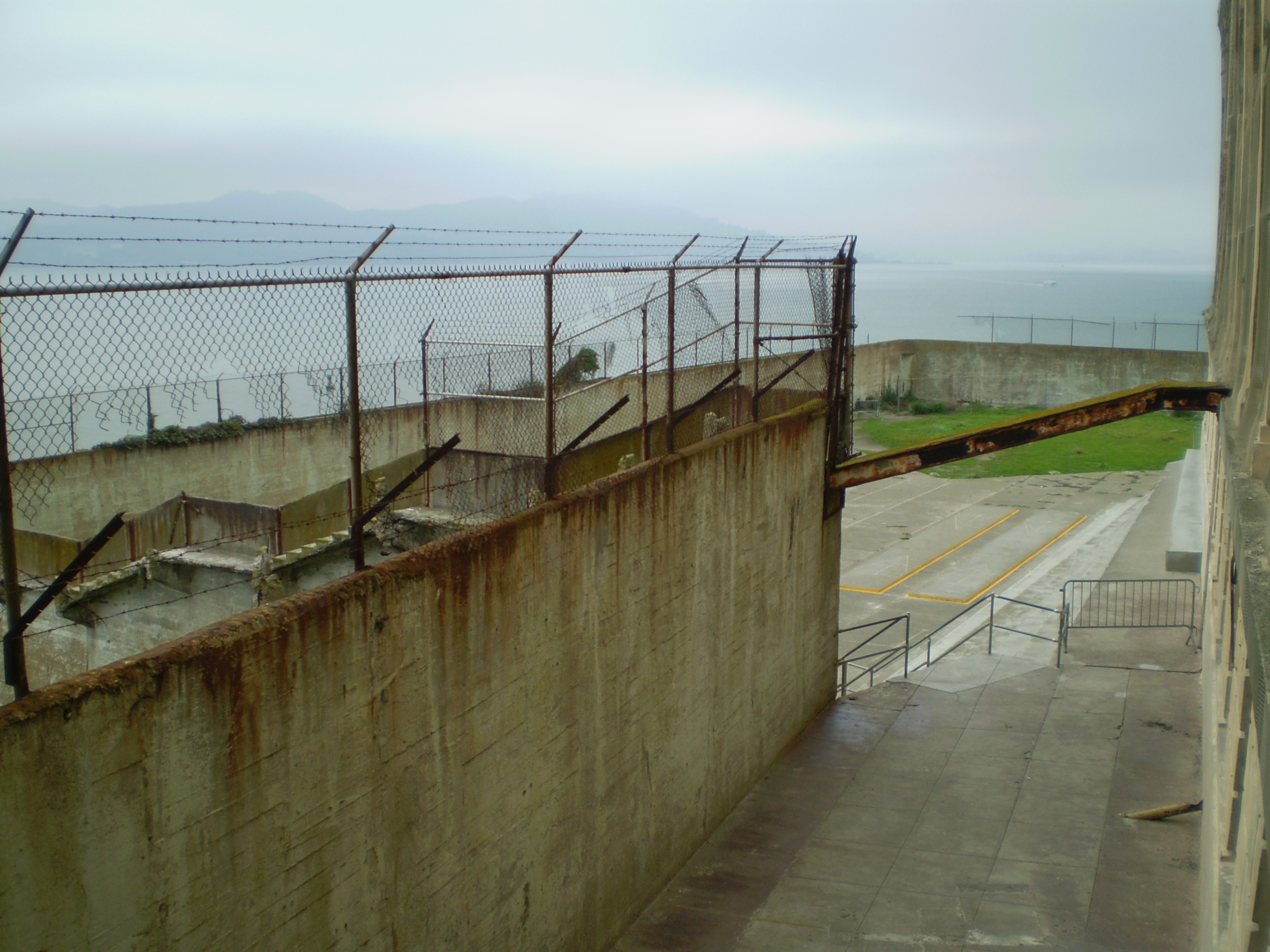
Une conduite au premier plan et la cour de promenade au fond.

Le fait de ne pas retrouver de corps est courant dans la baie de San Francisco à cause des forts courants marins. Ceci en plus du fait que la marée était particulièrement haute la nuit du 11 juin. Néanmoins, le 17 juillet 1962, un corps fut trouvé dans la baie par un bateau mais tellement détérioré que l'identification fut impossible. Seule la présence du corps dans l'eau depuis cinq semaines put être démontrée, ce qui incita les enquêteurs à présumer qu'il pouvait s'agir d'un des évadés.
Les archives du FBI comptent 1 757 pages pour ce dossier. Une grande partie est cachée par de l'encre noire, en particulier pour effacer le nom du quatrième complice Allen West et protéger les témoins. L'enquête du FBI s'est poursuivie pendant 17 années, jusqu'au 31 décembre 1979 avant son classement et son transfert au United States Marshals Service en 1981 qui reprend la compétence jusqu’à ce que l’âge du plus âgé atteigne théoriquement 100 ans. En 2013, une mystérieuse lettre a été envoyée aux autorités. L'auteur selon la lettre était John Anglin et disait que l'évasion avait réussi, mais de justesse. Il disait aussi qu'il avait 83 ans, qu'il était malade, et que si les autorités lui promettaient de n'aller en prison qu'une année pour tout ce qu'il avait fait, il dirait où il se trouvait précisément ; il insistait dans cette lettre sur le sérieux de celle-ci. À la suite de cela l'enquête a été rouverte, des analyses ADN ont été faites mais elles n’ont pas été concluantes. La lettre a été rendue publique en janvier 2018.

## Postérité

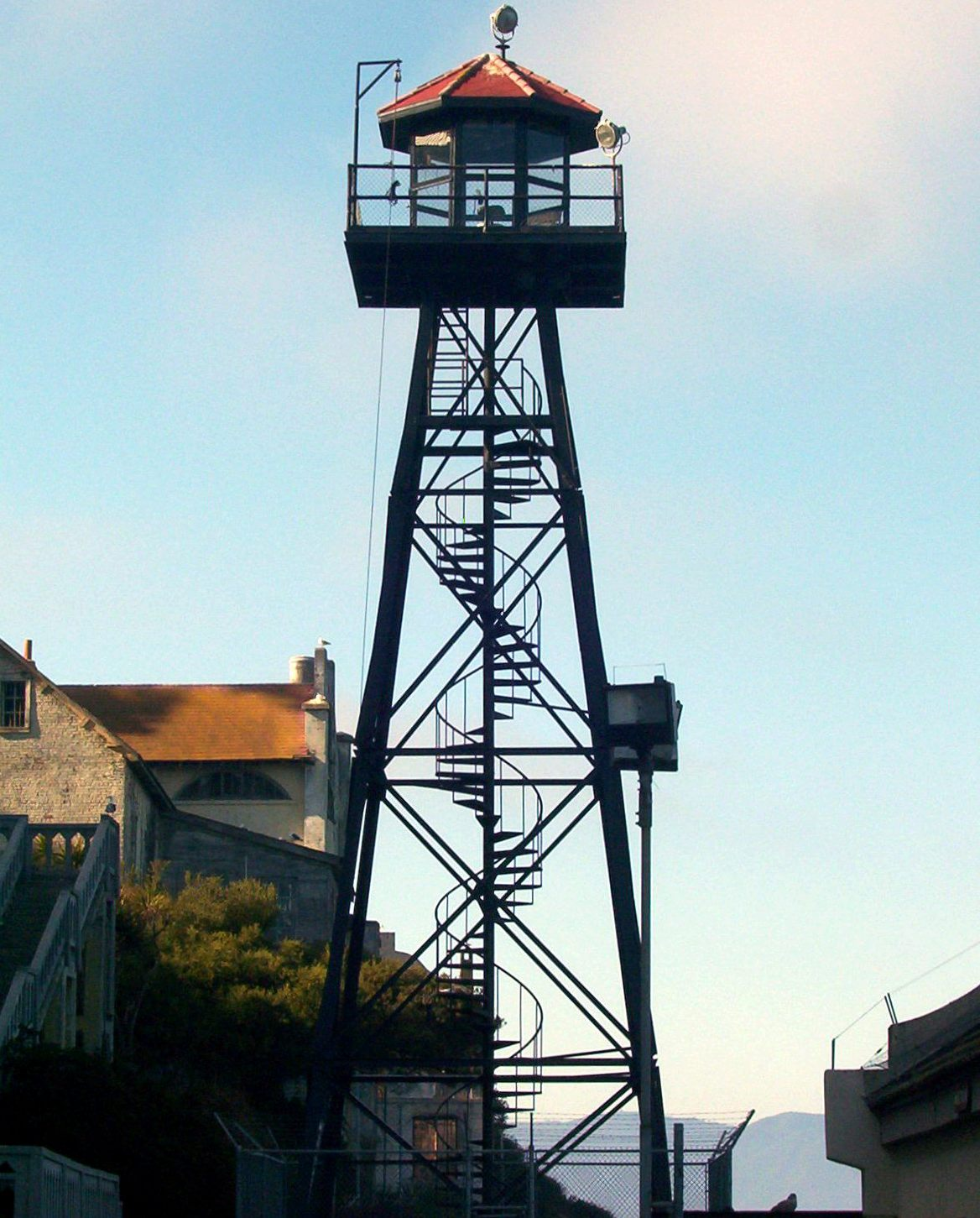
Mirador à Alcatraz.

Un livre de J. Campbell Bruce en 1963 puis un film L'Évadé d'Alcatraz en 1979, sont en partie basés sur cette évasion. Dans ce dernier, Frank Morris est interprété par Clint Eastwood,, John Anglin par Fred Ward, Clarence Anglin par Jack Thibeau et Allen West par Larry Hankin bien que le personnage ait été renommé Charley Butts.
En 2003, l'émission américaine MythBusters — filmée dans la région de San Francisco — testa la possibilité de fuir Alcatraz avec des conditions similaires à celles des évadés afin de tenter d'élucider ce mythe (« Était-il possible de s'échapper de la prison d'Alcatraz et d'y survivre ? »). L'essentiel de ce test consistait à reproduire le canot fabriqué par les évadés, et à tenter la traversée dans les mêmes conditions de marée et de courant. Au lieu d'arriver à Angel Island, ils arrivèrent à Marin Headlands dans le comté de Marin, mais démontrèrent que cette évasion était « plausible ».
La prison ferme en 1963 et le complexe d'Alcatraz est reconverti en un site historique géré par le service des parcs nationaux des États-Unis. Dans les années 2000, plus d'un million de visiteurs font escale annuellement à Alcatraz,. L'évasion de 1962 joue un rôle prépondérant dans la renommée du lieu puisque les cellules des évadés sont reconstituées et visibles lors de la visite de la prison, avec notamment les trois cellules avec les mannequins et les bouches d'aération forcées.
Le 12 octobre 2015, le New York Post et le reportage Alcatraz: search for the truth diffusé sur la chaîne History Channel révèlent une photographie de Clarence et John Anglin présentée par des neveux des Anglin comme ayant été prise au Brésil en 1975 par Fred Brizzi, un ami d'enfance des deux frères devenu trafiquant de drogue entre la Floride et l'Amérique du Sud. L’hypothèse de la survie des deux frères est ainsi relancée,,. Les neveux évoquent en outre des cartes de Noël, non affranchies, signées par les deux frères. La mère des deux frères Anglin aurait, toujours selon la famille, également reçu des fleurs de manière anonyme à chaque fête des mères et, à ses funérailles, deux inconnus auraient été présents. Dans ce même documentaire, un historien expose une autre théorie : plutôt que d'être partis directement vers la côte, ils auraient d'abord contourné l'île, afin d'éviter la seule tour de garde encore en marche, et seraient arrivés à l'embarcadère. Selon le FBI, un câble électrique avait été volé. Ils s'en seraient servi pour s'accrocher à un bateau qui partait vers minuit (et qui allait de la prison à la côte) pour se faire remorquer par celui-ci. Dans un rapport fait au FBI, un garde dit avoir aperçu, alors qu'il fumait dehors, un bateau s'arrêtant pendant une quinzaine de minutes. Le FBI a écarté ce témoignage car il ne concordait pas avec le reste. Néanmoins, ils trouvèrent dans la cellule de Morris un magazine expliquant comment faire des nœuds pour s'amarrer et pour repartir, et un autre magazine expliquant la conception d'un radeau. Après que le bateau se fut arrêté, les évadés auraient ramé jusqu'à la côte.

## Sources
- (en) Cet article est partiellement ou en totalité issu de l’article de Wikipédia en anglais intitulé « June 1962 Alcatraz escape » (voir la liste des auteurs).